# جمال الدين دراويل
جمال الدين دراويل أستاذ بكلية الآداب والعلوم الإنسانية بالقيروان ورئيس تحرير مجلة الحياة الثقافية وباحث وله عدّة مؤلّفات أبرزها ما يتعلّق بالعلامة محمد الطاهر بن عاشور حيث كان للدكتور سبق البحث العميق في حياة العلامة وفي منشوراته وفي توضيح أهمّ أفكاره وآرائه واجتهاداته خاصة المتعلّق منها بتفسير القرآن الكريم.

## من مؤلفاته
- 2006, مسألة الحرية في مدونة الشيخ محمد الطاهر بن عاشور، لبنان.
- النخبة والحرية، تونس.
- 2005, التنوير والتسامح وتجديد الفكر العربي بالاشتراك تونس.
- 2008, تحقيق كتاب «شفاء القلب الجريح في شرح بردة المديح» بالاشتراك. تونس.